# Georgia O'Keeffe
Georgia Totto O'Keeffe (Sun Prairie, 15 de novembro de 1887 – Santa Fé, 6 de março de 1986) pintora estadunidense, cujas obras se caracterizam pelos detalhes de flores, a paisagem do Novo México e os arranha-céus de Nova Iorque, hoje é considerada a "mãe" do modernismo dos Estados Unidos.
Começou a estudar pintura em 1905, na Escola do Instituto de Artes de Chicago e depois na Liga de Estudantes de Arte de Nova Iorque, mas sentia-se limitada pelas cópias que fazia de outras obras ou do que via na natureza. Em 1908, sem condições de pagar pela faculdade, ela começou a trabalhar como ilustradora, e entre 1911 e 1918 deu aulas na Virgínia, no Texas e na Carolina do Sul. Conseguiu fazer um curso de verão para estudar arte entre 1912 e 1914, quando conheceu a filosofia de Arthur Wesley Dow, pintor, professor de artes e fotógrafo que criava trabalhos baseados em um estilo próprio, com foco no design e na interpretação dos objetos, ao invés de simplesmente representá-los ou copiá-los. Seu contato com a filosofia de Arthur Dow causou uma grande mudança na forma como Georgia encarava e produzia arte, refletida em suas primeiras aquarelas e desenhos a carvão, hoje expostos na Universidade da Virgínia.
Georgia mudou-se para Nova Iorque em 1918, onde começou a trabalhar profissionalmente como artista. Começou um relacionamento com o fotógrafo e negociante de arte, Alfred Stieglitz, que promoveu muitos de seus trabalhos. Casaram-se em 1924. Georgia pintou muita arte abstrata, incluindo close-up de flores, que muitos encararam como reproduções da genitália feminina. Boa parte de sua reputação de representar a sexualidade feminina veio também das suas fotografias nuas, feitas por Stieglitz.
Os dois viveram em Nova Iorque até 1929, ano em que Georgia começou a ficar parte de seu tempo no Novo México, sudoeste dos Estados Unidos. Suas pinturas passaram a ter como inspiração as paisagens locais, bem como crânios de animais que encontrava no deserto. Após a morte do marido, ela se mudou definitivamente para o Novo México, onde abriu um estúdio em Albuquerque. Passou seus últimos anos de vida em Santa Fé. Em 2014, seu quadro Jimson Weed, de 1932, alcançou um valor recorde até então em pinturas de artistas mulheres.(US$ 44.405,000).

## Biografia
Georgia O'Keeffe nasceu em 15 de novembro de 1887 em uma fazenda em Sun Prairie, no Wisconsin. Seu antigo endereço, Highway T, nº 2405, tornou-se a Georgia O'Keeffe Memorial Highway. Seus pais eram Francis Calyxtus O'Keeffe e Ida Totto O'Keeffe, dois fazendeiros produtores de leite. Seu pai tinha ascendência irlandesa. Seu avô por parte de mãe era George Victor Totto, um conde húngaro que imigrou para os Estados Unidos em 1848, de quem Georgia herdou o primeiro nome como homenagem.
O casal O'Keeffe teve sete filhos e Georgia era a segunda mais velha. Estudou na Town Hall School, em Sun Prairie. Com apenas dez anos de idade, Georgia decidiu que seria artista e assim ela e sua irmã começaram a ter aulas particulares de uma aquarelista local, chamada Sara Mann. Georgia entrou no ensino médio na Sacred Heart Academy, em Madison, Wisconsin. No final de 1902, a família se mudou do Wisconsin para Peacock Hill, um bairro de Williamsburg, na Virgínia, onde entrou em uma escola episcopal para terminar o ensino médio, onde se formou em 1905, membro da sororidade de Kappa Delta.

## Carreira

### Formação e início
De 1905 a 1906, Georgia estudou no School of the Art Institute of Chicago, logo se tornando a primeira aluna da classe, estudando com John Vanderpoel, mas precisou parar os estudos depois de contrair febre tifoide. Em 1907, ingressou na Art Students League, na cidade de Nova Iorque, estudando com nomes como William Merritt Chase, Kenyon Cox e F. Luis Mora. Em 1908, ganhou o prêmio League's William Merritt Chase por sua pintura a óleo Early works of Georgia O'Keeffe, que consistia em uma bolsa de estudos para frequentar seu curso de verão em Lake George, em Nova York.
Em 1908, Georgia percebeu que não tinha dinheiro para financiar seus estudos. Seu pai decretou falência e sua mãe ficou gravemente enferma devido à tuberculose. Principalmente, Georgia não queria ingressar na carreira artística copiando e imitando grandes mestres, que era o que muitos artistas faziam. Assim, aceitou um emprego como artista comercial e ilustradora, em Chicago, onde trabalhou até 1910, quando precisou retornar à Virgínia para se recuperar de sarampo. Logo em seguida, em uma última tentativa para tentar salvar suas finanças, o pai de Georgia mudou-se com a família para Charlottesville, onde abriu um novo negócio. Georgia havia ficado sem pintar por quatro anos, reclamando do cheiro de tinta e aguarrás. Em 1911, ela começou a dar aulas em sua antiga escola, o Instituto Episcopal de Chatham, na Virgínia.

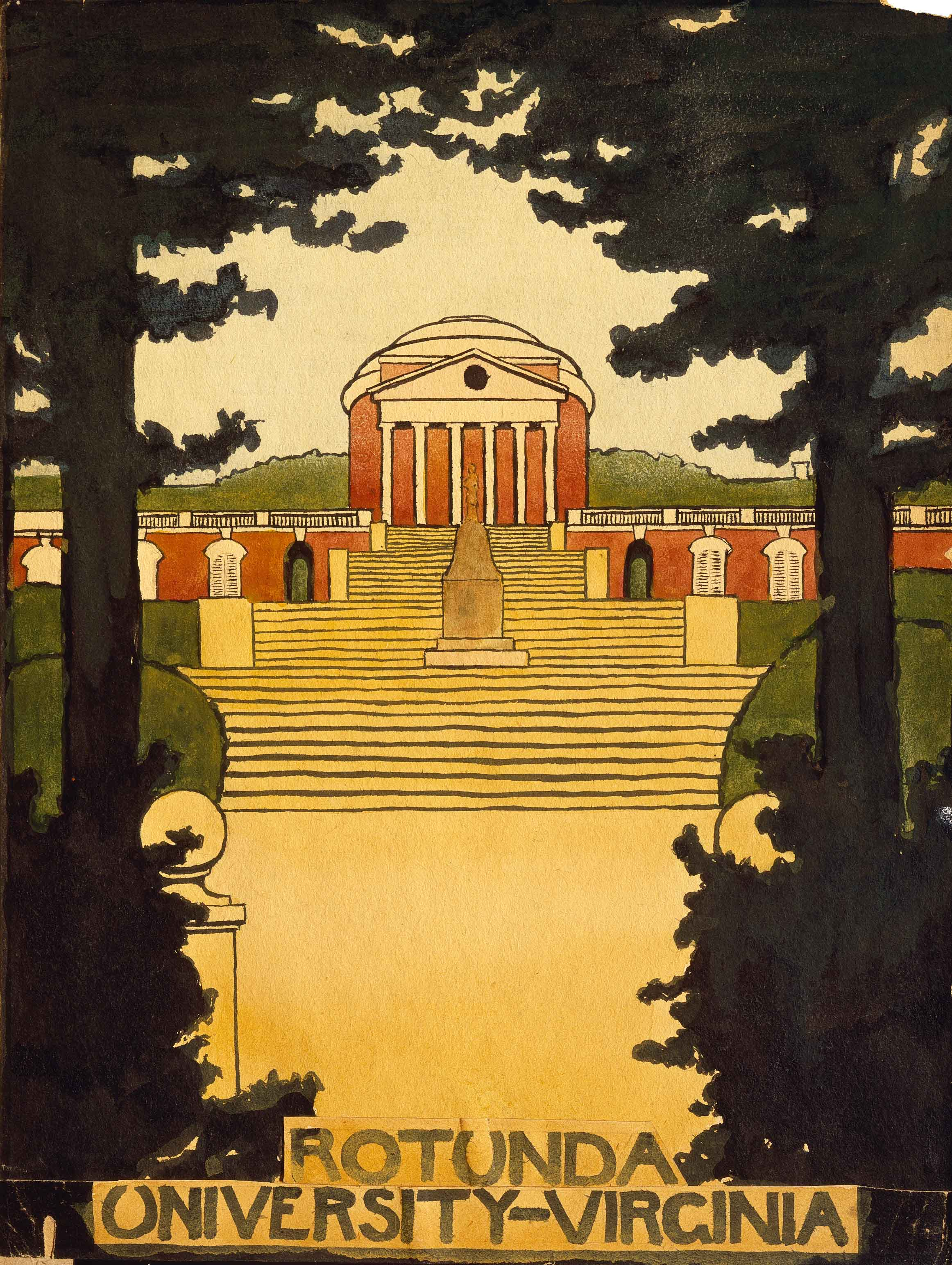
Sem título, a rotunda da Universidade da Virgínia, aquarela sobre papel, 11 7/8 x 9 (30.16 x 22.86), 1912-1914

Em 1912, começou a ter aulas na Universidade da Virgínia, com Alon Bement, com quem aprendeu ideias inovadoras, baseadas nos ensinamentos de Arthur Wesley Dow. Arthur utilizava princípios de design e composição da arte japonesa. Georgia começou a experimentar composições abstratas e a desenvolver um estilo pessoal que se afastava do realismo. Em 1914, estudou na Columbia University, com o próprio Arthur Wesley Dow, o que influenciou muito sua maneira de produzir arte. Em suas explorações e experimentações na pintura, logo se estabeleceria no movimento modernista norte-americano.
De 1912 a 1914, deu aulas de arte em escolas públicas de Amarillo, no Texas, enquanto nos verões era professora assistente de Alon Bement na universidade. No final de 1915, lecionou na Carolina do Sul, no Columbia College, onde completou uma série de gravuras abstratas a carvão, baseadas em sensações e visões pessoais, tendo sido uma das primeiras artistas dos Estados Unidos a praticar a pura abstração na arte. Então enviou pelo correio suas gravuras para uma amiga e ex-colega de faculdade, Anita Pollitzer, que as mostrou a Alfred Stieglitz, em 1916. Alfred ficou admirado com a qualidade do trabalho de Georgia e em abril de 1916 expôs dez de suas gravuras em sua galeria, a 291.

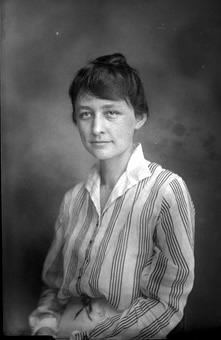
Georgia O'Keeffe como professora assistente de Alon Bement na Universidade da Virgínia em 1915

Em 1916, depois de trabalhar com Bement, ela assumiu a cadeira do departamento de arte, no começo do outono, na West Texas A&M University, em Canyon, Texas. Nessa época, Georgia começou uma série de aquarelas baseadas em suas caminhadas e nas observações que fazia no Cânion Palo Duro, no estado do Texas. Ao invés de primeiro rascunhar a paisagem, ela criava seus quadros a mão livre, baseados no amanhecer, pôr do sol e anoitecer do cânion.

### Nova Iorque
Stieglitz, quase 25 aos mais velho que Georgia, lhe deu o suporte financeiro e conseguiu um lugar para morar e pintar em Nova Iorque, em 1918. Logo eles desenvolveram um relacionamento íntimo. Como divulgava o trabalho de Georgia em sua galeria. Georgia ficou conhecida no círculo de artistas modernistas, incluindo Charles Demuth, Arthur Dove, Marsden Hartley, John Marin, Paul Strand e Edward Steichen. Neste ano, ela contraiu a gripe espanhola. Algumas de suas pinturas dessa época mostram imagens simples, como folhas, flores e pedras.
Seus trabalhos mais conhecidos são os quadros de flores, cerca de 200 pinturas feitas por volta dos anos 1920, com detalhes em larga escala. Depois de se mudar para o trigésimo andar do Shelton Hotel, em 1925, uma de suas famosas séries de pinturas teve início, retratando os arranha-céus de Nova Iorque. Em 1924, Stieglitz abriu uma exposição dos trabalhos de Georgia, junto de suas fotografias, na Anderson Galleries. Já no final da década, ela era reconhecida como uma grande pintora.

## Vida pessoal e morte
Em junho de 1918, Georgia aceitou o apoio financeiro de Stieglitz e se mudou para Nova Iorque. Stieglitz, que era casado na época, se mudou para morar com ela em julho do mesmo ano. Em fevereiro de 1921, fotos tiradas de Georgia O'Keeffe foram exibidas em retrospectiva na Anderson Galleries. As fotos, algumas nuas, causaram uma sensação em público e mídia na época. Quando se aposentou em 1937, Stieglitz tinha mais de 350 fotografias de Georgia.
| “ | Quando olho para as fotografias que Stieglitz tirou de mim - algumas com mais de 60 anos - imagino quem é aquela pessoa. É como se em uma vida eu tivesse vivido muitas vidas. | ” |

Stieglitz se divorciou da esposa, Emeline, em 1924 e casou-se com Georgia, passando o resto da vida juntos. O casal viveu, primeiramente, na cidade de Nova Iorque, mas passava seus verões com a família de Stieglitz em Lake George, uma vila no estado de Nova York. Em 1928, Stieglitz teve um relacionamento extraconjugal com Dorothy Norman, que acabou perdendo um projeto para criar um mural para o Radio City Music Hall, sendo internada por depressão pouco tempo depois. Georgia passou o verão pintando, no Novo México, em 1929.
Em 1933, ela foi hospitalizada por dois meses depois de sofrer um colapso nervoso, especialmente por conta do relacionamento que Stieglitz mantinha com Dorothy Norman. Georgia parou de pintar até janeiro de 1934. Por volta dessa época, ela se recuperou nas Bermudas e voltou ao Novo México. Em agosto de 1934, visitou Abiquiú pela primeira vez, onde decidiu se estabelecer. Em 1940, mudou-se para o rancho, continuando a pintar, em especial suas famosas paisagens coloridas e bucólicas.
Em 1945, Georgia comprou uma segunda casa, um rancho abandonado em Abiquiú, que ela reformou para ser uma casa e um estúdio. No verão de 1946, Stieglitz sofreu um acidente vascular cerebral (AVC) e veio a falecer em 13 de julho de 1946. Georgia voou para Nova Iorque quando soube do ocorrido e enterrou suas cinzas em Lake George. Os três anos seguintes, ela permaneceu em Nova Iorque cuidando das pendências deixadas por Stieglitz. Em 1949, mudou-se definitivamente para o Novo México, dividindo-se entre seus dois ranchos.
Em 1973, contratou um jovem de 27 anos, Juan Hamilton, ceramista, como seu assistente e guardião. Ele a ensinou a trabalhar com argila e ajudou a escrever sua autobiografia. Trabalhou para Georgia por 13 anos. Com mais de 90 anos, a saúde de Georgia ficou muito frágil, o que a obrigou a mudar-se para Santa Fé em 1984. Dois anos depois, ela faleceu, em 6 de março de 1986, com 98 anos. Seu corpo foi cremado e suas cinzas espalhadas por seu rancho, como ela desejava.
Com a morte de Georgia, sua família contestou seu testamento, feito no início dos anos 1980, em que ela deixava 76 milhões de dólares para Juan Hamilton. O caso foi finalmente resolvido fora do tribunal em julho de 1987.

## Galeria

Sem título, vaso de flores, 1903 a 1905, aquarela em papel
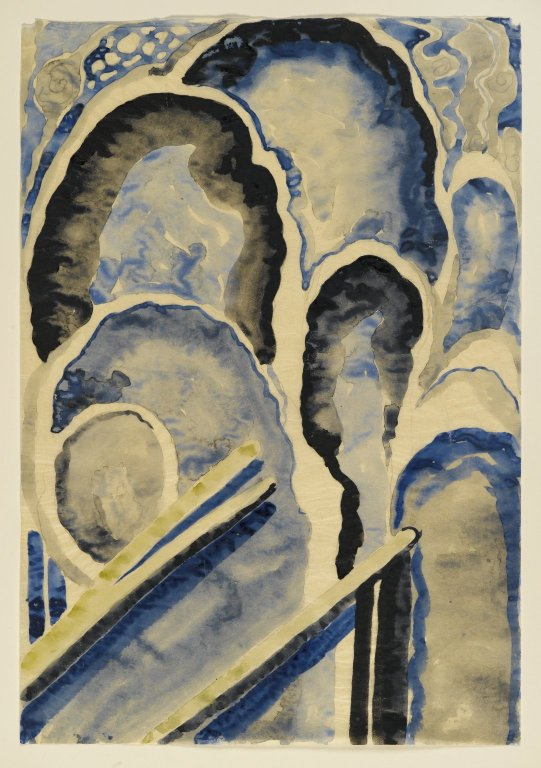
Blue 1, cerca de 1916, aquarela e grafite sobre papel, 40,5 × 27,8 cm
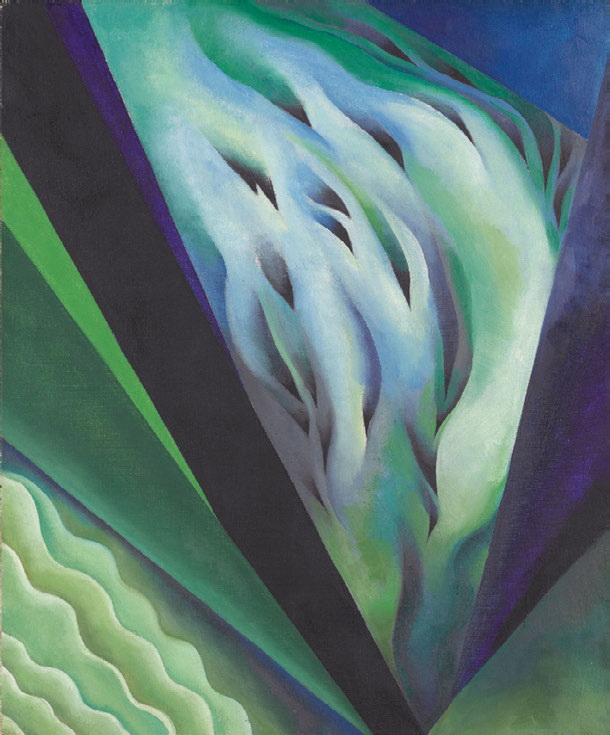
Blue and Green Music (1919-1921), Art Institute of Chicago
Palo Duro Canyon, 1916-1917, aquarela
No. 12-Special, carvão sobre papel, 1915
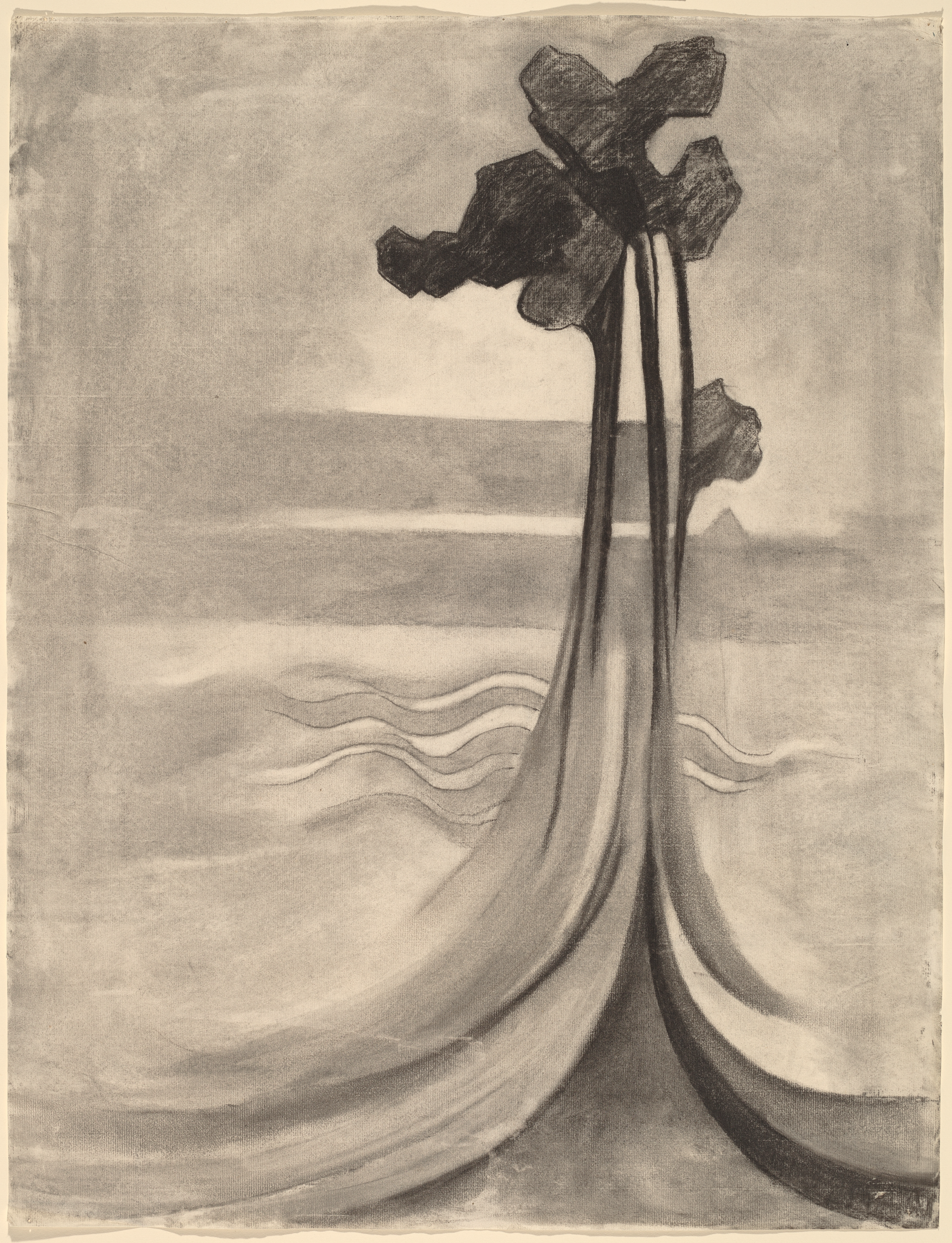
Second, Out of My Head, 1915, carvão sobre papel, 61 x 47 cm
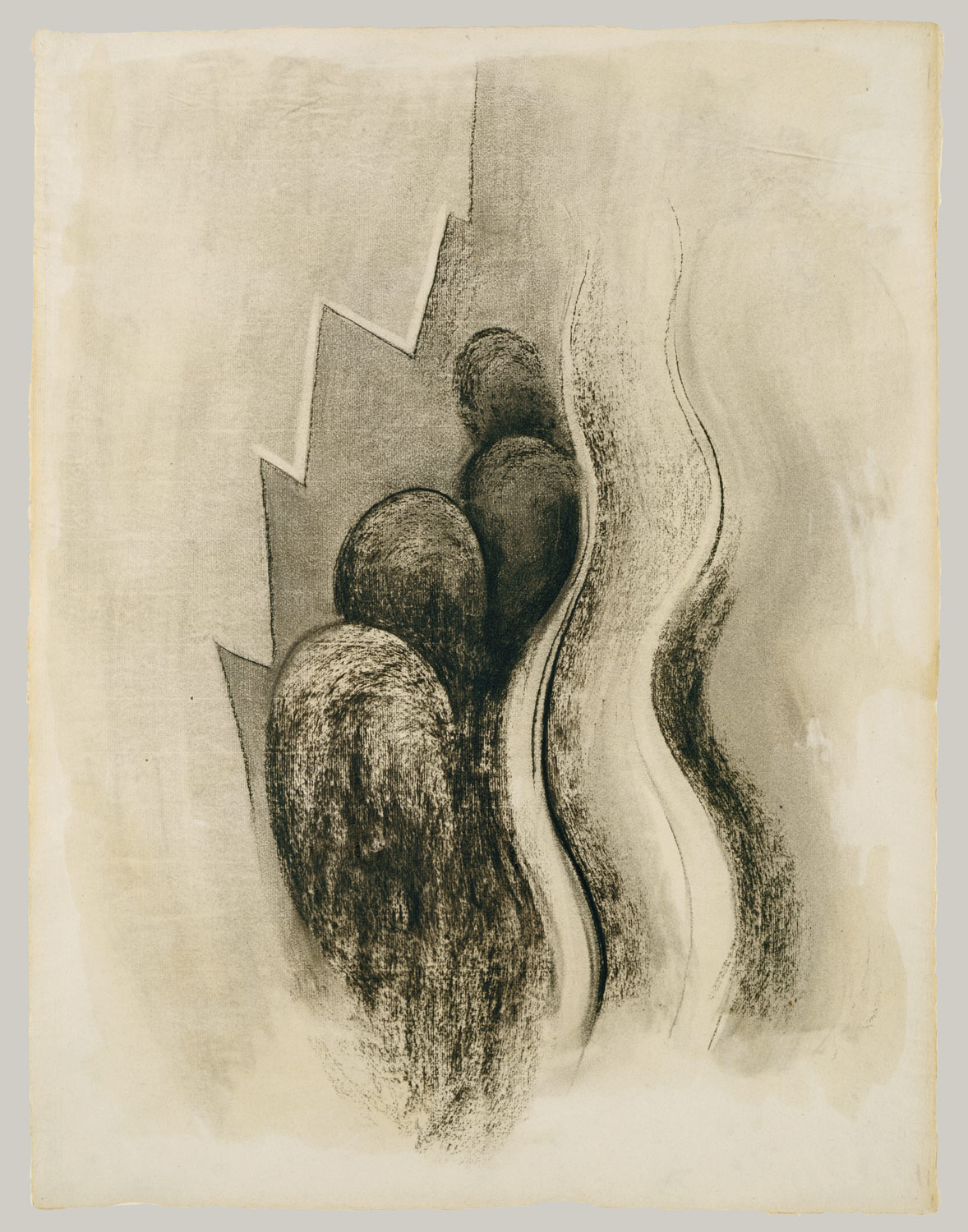
Drawing XIII, 1915, carvão sobre papel